# Ctenoplusia micans
Ctenoplusia micans là một loài bướm đêm trong họ Noctuidae.